# Cronache delle Indie
Cronache delle Indie è un termine generico utilizzato per indicare raccolte di narrazioni storiche, principalmente dal punto di vista dei colonizzatori spagnoli, durante la colonizzazione spagnola delle Americhe.

## Concetto
Il termine comprende la fase storica conosciuta come la scoperta dell'America, nonché racconti sui primi anni di conquista e colonizzazione dei territori americani; i processi iniziali, la dominazione culturale, religiosa e politica europea sulle popolazioni indigene. Queste cronache costituiscono un insieme eterogeneo di narrazioni, sia per quanto riguarda l'autore, il periodo di scrittura, sia la posizione nei confronti della conquista, provenienti da un gruppo variegato di cronisti. Questi autori potrebbero aver scritto direttamente le loro esperienze durante i viaggi iniziali in America o aver raccolto le esperienze raccontate da altri, formando così un eccezionale archivio storico per studiare il linguaggio, le motivazioni o i pensieri predominanti durante la campagna di conquista e colonizzazione dell'America da parte degli spagnoli del XVI secolo e delle sue conseguenze nei successivi anni.

### La visione dei conquistadores
Dopo la scoperta dell'America da parte degli europei, emersero i racconti dei cosiddetti "cronisti delle Indie", che fornivano informazioni sulla geografia e sul modo di vita degli indigeni americani e delle colonie, dalle relazioni dello stesso Cristoforo Colombo, suo figlio Hernando, le lettere di Amerigo Vespucci e molti altri esploratori e conquistadores come Hernán Cortés. Il carattere giustificativo di questa produzione è evidente. Il contributo in senso contrario di Bartolomé de las Casas (Brevissima relazione della distruzione delle Indie) fu così fondamentale che diede origine alla giunta di Valladolid, in cui Juan Ginés de Sepúlveda replicò; e persino alla cosiddetta Leggenda Nera, diffusa in tutta Europa come propaganda anti-spagnola.

### La visione degli indigeni
La visione degli indigeni, che vedevano saccheggiati e distrutti i loro documenti e la loro cultura materiale, fu possibile grazie a casi eccezionali, come quello dell'inca Felipe Guamán Poma de Ayala.

## Opere
La gran parte degli scritti originali è conservata nell'Archivio Generale delle Indie a Siviglia, Spagna; alcuni altri si trovano nella Reale Biblioteca di San Lorenzo de El Escorial. Tra le opere più note si possono menzionare:
- Álvar Núñez Cabeza de Vaca, Naufragios y comentarios
- Andrés de Tapia, Relación de algunas cosas que acaecieron al muy ilustre señor Don Hernando Cortés, marqués del Valle, desde que se determinó a ir a descubrir tierra en la tierra firme del mar océano
- Pedro de la Cadena, Los actos y hazañas valerosas del capitán Diego Hernández de Serpa
- Fray Jacinto de Carvajal, Relación del descubrimiento del río Apure hasta su ingreso en el Orinoco
- Fray Pedro Simón, Noticias historiales de las conquistas de Tierra Firme en las Indias Occidentales
- Gonzalo Fernández de Oviedo, Historia general y natural de las Indias y Sumario de la natural historia de las Indias
- Juan de Castellanos, Elegías de varones ilustres de Indias
- Francisco de Aguilar, Relación breve de la conquista de la Nueva España
- Francisco López de Gómara, Hispania Victrix, primera y segunda parte de la Historia general de las Indias con todo el descubrimiento y cosas notables que han acaecido dende que se ganaron hasta el año de 1551
- Francisco Cervantes de Salazar, Relación breve de la conquista de la Nueva España
- Juan de Grijalva, Itinerario de la armada del rey católico a la isla de Yucatán, en la India, en el año de 1518, en la que fue por comandante y capitán general Juan de Grijalva, escrito para su Alteza por el capellán mayor de la dicha armada
- Bartolomé de las Casas, Brevísima relación de la destrucción de las Indias
- Hernán Cortés, Cartas de relación de Hernán Cortés
- Bernardino de Sahagún, Historia general de las cosas de la Nueva España
- Bernal Díaz del Castillo, Historia verdadera de la conquista de la Nueva España
- Miguel Cabello Valboa, Miscelánea Antártica
- Bernardino Vázquez de Tapia, Relación de méritos y servicios del conquistador Bernardino Vázquez de Tapia
- Toribio de Benavente, Historia de los Indios de la Nueva España
- Diego de Landa, Relación de las cosas de Yucatán
- José de Oviedo y Baños, Historia de la conquista y población de la Provincia de Venezuela
- Joseph Luis de Cisneros, Descripción exacta de la provincia de Venezuela
- Diego López de Cogolludo, Historia de Yucatán
- Pedro Mártir de Anglería, Décadas de Orbe Novo
- Gonzalo Fernández de Oviedo y Valdés, Historia general y natural de las Indias, islas y tierra firme del mar océano
- Diego Durán, Historia de las Indias de Nueva España e Islas de Tierra Firme
- Antonio de Herrera y Tordesillas, Historia general de los hechos de los castellanos en las Islas y Tierra Firme del mar Océano que llaman Indias Occidentales
- Pedro Cieza de León, Primera parte de la crónica del Perú y Segunda parte de la crónica del Perú, que trata del señorío de los incas yupangueis y de sus grandes hechos y gobernación
- Diego Fernández de Palencia, Primera y segunda parte de la Historia del Perú
- Jerónimo de Vivar, Crónica y relación copiosa y verdadera de los reinos de Chile
- Pedro Mariño de Lobeira, Crónica del Reino de Chile
- Alonso de Góngora Marmolejo, Historia de todas las cosas que han acaecido en el reino de Chile y de los que lo han gobernado: (1536-1575)
- Inca Garcilaso de la Vega, Comentarios Reales de los Incas
- Juan de Torquemada, Monarquía Indiana
- Juan López de Velasco, La instrucción y memoria de las relaciones que se han de hacer para la descripción de las Indias
- Baltasar Obregón,  Historia de los descubrimientos de Nueva Espana